# サンアントニオ湾
サンアントニオ湾 (San Antonio Bay) は、アメリカ合衆国テキサス州、マタゴルダ湾とアランサス湾の間にある湾。主にサン・アントニオ川とグアダルーペ川からの水で満たされており、グアダルーペ川の河口部、コーパスクリスティからは北東に約89km、サンアントニオからは南東に約209kmに位置する。メキシコ湾との間にはマタゴルダ島があり、湾外への流出路は限られるため外部との水の混合は起こりにくい。辺鄙な場所であることから、南のアランサス湾やコーパスクリスティ湾のように大規模な港湾はない。
湾の南西部にはアランサス国立野生生物保護区がある。
平均水深は2mで、周辺の延長部も含む面積は531平方キロメートル。主な延長部には東のエスピリツサント湾、北西のハインズ湾、北のグアダルーペ湾がある。
湾には毎秒およそ116立方メートルの水が注ぐ。メキシコ湾との水の交換はシダー・バイユーとパス・カバロで起きる。その結果湾の塩分濃度は13ppt（海水は35ppt）となっている。